# Мариана Австрийска
Мариана Хабсбург-Австрийска, известна още и като Мариана или Мария-Анна Австрийска, е австрийска ерцхерцогиня и кралица на Испания, втора съпруга на крал Филип IV, който ѝ е вуйчо.

## Биография

### Произход и ранни години
Мариана Австрийска е родена на 23 декември 1634 във Виена, Хабсбурска монархия, в двора на дядо си Фердинанд II, император на Свещената Римска империя. Дъщеря е на бъдещия свещен римски император Фердинанд, който по това време е само крал на Унгария и Бохемия, и на инфанта Мария-Анна Испанска.
Още като дете Мариана е сгодена за първия си братовчед, испанския инфант Балтазар Карлос, принц на Астурия. Балтазар обаче умира през 1646 г. и така баща му Филип IV остава без мъжки наследник на короната, а Мариана – без годеник. Тогава Филип IV решава да се ожени за годеницата на покойния си син, 14-годишната Мариана Австрийска.

### Кралица на Испания
Мариана и Филип IV са венчани през 1649 г. Бракът с вуйчо ѝ променя характера на младата кралица. От добро и весело момиче, тя се превръща в мрачна, студена и раздразнителна жена. Тя ражда на Филип IV две деца:
- Инфанта Маргарита-Тереза Испанска (1651 – 1673), която също се омъжва за вуйчо си, Леополд I, император на Свещената Римска империя;
- Инфант Карлос (1661 – 1700), бъдещия крал Карлос II.

### Регент на Испания
Крал Филип IV умира на 17 септември 1665 и испанският престол е наследен от тригодишния му син Карлос II. Мариана управлява Испания като регент на малолетния си син до 1675 г.
Карлос II, който дълго не можел да ходи и говори и бил носен на ръце до десетата си година, се нуждаел от повече грижи от който и да е друг малолетен крал. Марияна управлява като регент през по-голямата част от живота на сина си. През 1677 г. обаче срещу нея е организиран дворцов преврат начело с незаконния син на съпруга ѝ, Дон Хуан Австрийски. Превратът се оказва успешен и кралицата-регент е прогонена от Мадрид.

### Кралица-майка на Испания
През 1679 г. след смъртта на Дон Хуан Мариана се завръща в Мадрид. Същата година Карлос II се жени за красивата френска принцеса Мария-Луиза Орлеанска. Въпреки че кралят е лудо влюбен в съпругата си, бракът им си остава бездетен. Десет години по-късно през 1689 Мария-Луиза умира при мистериозни обстоятелства. Плъзва мълва, че кралицата е отровена по нареждане на кралицата-майка, която била загрижена синът ѝ да се сдобие с мъжки наследник. Всъщност Мариана Австрийска и Мария-Луиза били близки приятелки, поради което кралицата-майка също преживяла тежко смъртта на снаха си.
След смъртта на кралицата, Карлос II се жени за германската принцеса Мария-Анна Нойбургска. Вторият брак на краля също не произвежда деца. Осъзнавайки, че синът ѝ не може да има деца, Мариана прави планове нейният правнук Йозеф-Фердинанд Баварски да бъде определен за следващия крал на Испания. Тук плановете на Мариана се сблъскват с тези на новата кралица, която готвела за бъдещ крал племенника си, ерцхерцог Карл Австрийски. Така между двете първи дами на Испания избухва конфликт, който довежда до грозни скандали помежду им.

### Смърт
Мариана Австрийска умира от рак на гърдата през нощта на 16 май 1696, точно в момент на пълно лунно затъмнение. Скоро след погребението ѝ започнали да се случват странни неща: когато ковчегът на покойната кралица бил изваден, за да може тълпата да се поклони за последно пред нея, около ковчега започнал да кръжи бял гълъб, който след това изчезнал в небето, което е изтълкувано като поличба; една компаньонка на Мариана Австрийска измолила една от одеждите на покойницата за спомен и преспала една вечер с тази дреха, а на сутринта се събудила излекувана от парализа, която я измъчвала през целия ѝ живот.

## Памет
През 1668 един йезуитски мисионер на име Сан Виторес кръщава група острови в Тихия океан на кралица Мариана. Днес тези острови са известни като Мариански острови.